# Copa SheBelieves 2020
La Copa SheBelieves 2020 fue la quinta edición de la Copa SheBelieves, un torneo de fútbol femenino celebrado en los Estados Unidos, organizado por la United States Soccer Federation y al que se accede por invitación. Se llevó a cabo entre el 5 y 11 de marzo de 2020.
Estados Unidos e Inglaterra son las únicas selecciones que participaron en todas las ediciones, mientras que Japón la jugó por segunda vez consecutiva y España hizo su debut en la copa.
Estados Unidos fue el campeón, consiguiendo su tercera Copa SheBelieves.

## Equipos
| Equipo         | FIFA Rankings (diciembre de 2019) |
| -------------- | --------------------------------- |
| Estados Unidos | 1                                 |
| Inglaterra     | 6                                 |
| Japón          | 10                                |
| España         | 13                                |

## Organización

### Sedes
| Orlando (Florida)                   | Harrison (New Jersey)                 | Frisco (Texas)                 |
| ----------------------------------- | ------------------------------------- | ------------------------------ |
| Exploria Stadium                    | Red Bull Arena                        | Estadio Toyota                 |
| Capacidad: 25.500                   | Capacidad: 25.000                     | Capacidad: 21.000              |
| Exploria Stadium (Orlando, Florida) | Red Bull Arena (Harrison, New Jersey) | Estadio Toyota (Frisco, Texas) |
| Orlando Harrison Frisco             |                                       |                                |

### Formato
Los cuatro equipos participantes jugarán un todos contra todos. Los puntos obtenidos en la fase de grupos seguirán la fórmula estándar de tres puntos para una victoria, un punto para un empate y cero puntos para una derrota.

## Resultados
| Pos. | Equipo                | Pts. | PJ | G | E | P | GF | GC | Dif. |
| ---- | --------------------- | ---- | -- | - | - | - | -- | -- | ---- |
| 1    | Estados Unidos (H, C) | 9    | 3  | 3 | 0 | 0 | 6  | 1  | +5   |
| 2    | España                | 6    | 3  | 2 | 0 | 1 | 4  | 2  | +2   |
| 3    | Inglaterra            | 3    | 3  | 1 | 0 | 2 | 1  | 3  | −2   |
| 4    | Japón                 | 0    | 3  | 0 | 0 | 3 | 2  | 7  | −5   |

 Fuente: USSoccer

### Partidos
| 5 de marzo de 2020, 16:15 (ET) | España                       | 3:1 (1:1) | Japón        | Exploria Stadium, Orlando                             |                                                       |
|                                | Putellas 8' · García 48' 78' | Reporte   | 44' Iwabuchi | Asistencia: 7528 espectadores Árbitra: Katja Koroleva | Asistencia: 7528 espectadores Árbitra: Katja Koroleva |

| 5 de marzo de 2020, 19:00 (ET) | Estados Unidos        | 2:0 (0:0) | Inglaterra | Exploria Stadium, Orlando                                |                                                          |
|                                | Press 53' · Lloyd 55' | Reporte   |            | Asistencia: 16 531 espectadores Árbitra: Odette Hamilton | Asistencia: 16 531 espectadores Árbitra: Odette Hamilton |

| 8 de marzo de 2020, 14:15 (ET) | Japón | 0:1 (0:0) | Inglaterra | Red Bull Arena, Harrison                                    |                                                             |
|                                |       | Reporte   | White 84'  | Asistencia: 14 758 espectadores Árbitra: Ekaterina Koroleva | Asistencia: 14 758 espectadores Árbitra: Ekaterina Koroleva |

| 8 de marzo de 2020, 17:00 (ET) | Estados Unidos | 1:0 (0:0) | España | Red Bull Arena, Harrison                              |                                                       |
|                                | Ertz 87'       | Reporte   |        | Asistencia: 26 500 espectadores Árbitra: Katia García | Asistencia: 26 500 espectadores Árbitra: Katia García |

| 11 de marzo de 2020, 16:15 (CST) | Inglaterra | 0:1 (0:0) | España       | Estadio Toyota, Frisco                                   |                                                          |
|                                  |            | Reporte   | Putellas 83' | Asistencia: 10 507 espectadores Árbitra: Danielle Chesky | Asistencia: 10 507 espectadores Árbitra: Danielle Chesky |

| 11 de marzo de 2020, 19:00 (CST) | Estados Unidos                     | 3:1 (2:0) | Japón        | Estadio Toyota, Frisco                                  |                                                         |
|                                  | Rapinoe 7' · Press 26' · Horan 83' | Reporte   | Iwabuchi 58' | Asistencia: 19 096 espectadores Árbitra: Melissa Borjas | Asistencia: 19 096 espectadores Árbitra: Melissa Borjas |

|                                    |
| Bandera de Estados Unidos          |
| Campeón Estados Unidos 3.er título |

## Goleadoras
2 goles
- Mana Iwabuchi
- Christen Press
- Lucía García
- Alexia Putellas

1 gol
- Carli Lloyd
- Julie Ertz
- Lindsey Horan
- Megan Rapinoe
- Ellen White